# Cratere Kōshō
Kōshō  è un cratere sulla superficie di Mercurio.